# Gordon Gollob
Gordon Max Gollob (Graz, 16 juni 1912 – Sulingen, 8 september 1987) was een Oostenrijks gevechtspiloot bij de Luftwaffe tijdens de Tweede Wereldoorlog. 
Hij was een van de weinige piloten die de gehele oorlog (van 1939 tot 1945) actief bleef en hij schreef geschiedenis toen hij op 1 september 1939 deelnam aan het eerste luchtgevecht van de Tweede Wereldoorlog.

## Militaire carrière
Op 18-jarige leeftijd nam Gollob dienst bij de Oostenrijkse luchtmacht en na het behalen van zijn vliegbrevet in 1933 werd hij in 1934 korporaal. Kort daarna in 1936 werd Gollob vlieginstructeur en leidde hij jonge Oostenrijkse piloten op. 
In 1938 kwam de Anschluss, waarbij Oostenrijk werd samengevoegd met Duitsland. De Oostenrijkse luchtmacht werd opgeheven en opgenomen in de Luftwaffe. Gollob stopte met zijn werk als vlieginstructeur en vertrok naar Berlijn, om voor de Luftwaffe te gaan werken. Daar werd hij benoemd tot luitenant en kreeg een eskader Messerschmitt Bf 110-vliegtuigen onder zijn hoede, in de eenheid I/ZG.76. De Messerschmitt Bf 110 was een tweemotorig tweepersoonsvliegtuig dat verkennings- en bombardementsvluchten boven vijandelijk gebied uitvoerde.

### De oorlog in Polen

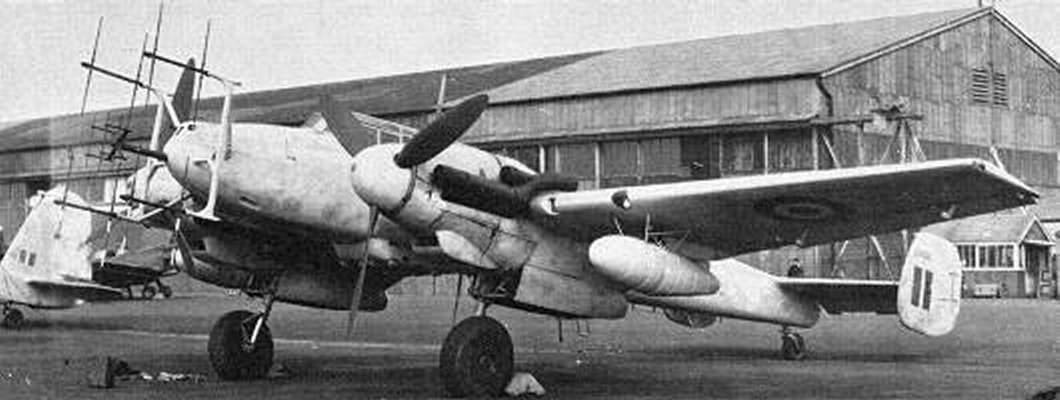
Een Messerschmitt Bf 110.

Begin juni had hij een eerste luchtgevecht met Poolse jagers, maar het succes bleef nog even uit. De vijandelijke toestellen waren wel langzamer, maar buitengewoon handelbaar en lieten zich niet verrassen. Toen Duitsland in september 1939 Polen aanviel moest Gollob met een tweemotorige Messerschmitt Bf 110-jachtbommenwerper verkenningsvluchten boven Polen maken. Hierbij bracht hij de bewegingen van de Poolse troepen in kaart. Tijdens een verkenningsvlucht kwam hij op de eerste dag van de oorlog een Poolse dubbeldekker tegen. Gollob schoot het toestel neer en schreef daarmee geschiedenis: het eerste vliegtuig van de oorlog was neergeschoten. De piloot van het Poolse toestel wist echter per parachute te ontkomen. 
Later op 13 september beschadigde Gollob tijdens een bombardementsvlucht het treinstation van Warschau om de bevoorrading van de Poolse troepen aan het front te verstoren. Gollob werd voor deze actie beloond met het IJzeren Kruis.   
Op 30 september vernietigde Gollob voor de Poolse kust een viermotorige Short Sunderland-vliegboot. Dit was een van de eerste Britse vliegtuigen die in de oorlog werden neergeschoten. 
Vanaf januari 1940 vocht Gollob boven Denemarken en Noorwegen, waar hij zeven vijandige toestellen neerschoot. In april 1940 nam Gollob deel aan de gevechten boven Noorwegen, voornamelijk 's nachts. De operatie Wesserubung bracht hem weinig resultaat. Pas op 13 juni schoot hij een Britse Beaufort neer tijdens een nachtelijk gevecht, op 9 juli een Sunderland vliegboot van 201 Squadron RAF, bij een patrouille boven de Noorse kust. Later kwam hij een Hudson tegen van 233 Squadron. Hij had slechts twee salvo's nodig om het in zee te laten storten. 

### Boven Nederland
In mei 1940 werd hij ingezet bij de aanval op Nederland. Op 13 mei viel Gollob met zijn Bf 110 het vliegveld Soesterberg aan. Nadat hij zijn bommen had afgeworpen werd zijn Bf 110 door Nederlands luchtafweergeschut geraakt en de motor vloog in brand. Gollob besloot het landingsgestel uit te klappen en landde met brandende motoren op het Nederlandse vliegveld. Eenmaal uitgestapt, werd hij omsingeld door Nederlandse soldaten en gevangengenomen. Gollob kwam echter een dag later, na de capitulatie van Nederland op 14 mei alweer op vrije voeten.

### Slag om Engeland

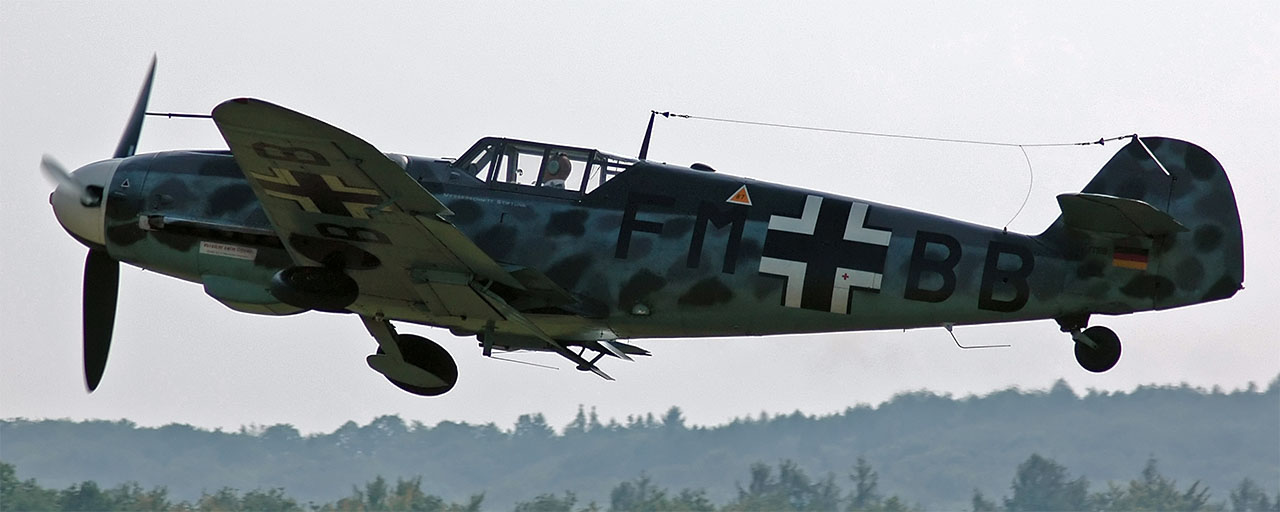
Een Messerschmitt Bf 109.

Hij maakte tijdens Operie Weserübung niet veel vlieguren, terwijl hem allerlei verhalen ter ore kwamen van over Het Kanaal, over triomfen in luchtgevechten. Gollob verzocht herhaaldelijk om overplaatsing. Eind september kreeg hij eindelijk zijn begeerde opdracht, en kon hij als kapitein-vlieger het bevel op zich nemen over de 4e Staffel van de IIe Gruppe van het Jagdgeschwader 3 (4/II/JG.3). Tijdens de Slag om Engeland ging Gollob met een nieuw vliegtuig vliegen: de eenmotorige Messerschmitt Bf 109. Met dit toestel nam hij deel aan de aanvallen op Britse vliegvelden. Tijdens de Slag om Engeland zag Gollob op een van deze vluchten een Britse Hawker Hurricane vliegen. Het vliegtuig was erg ver weg en Gollob kon het niet meer inhalen. Gollob besloot hierop een nieuwe techniek toe te passen: hij vloog om het vliegtuig heen en liet het vliegtuig op een afstand van 400 meter van links naar rechts door zijn vizier vliegen. Toen het toestel in het midden van het vizier was, schoot hij met een regen van kogels het toestel van de zijkant in brand. Omdat de piloot zo van een afstand schoot, was deze methode veel veiliger dan de reguliere techniek (achter het vliegtuig aanvliegen). 
Op deze manier schoot Gollob ruim 38 Britse Spitfire- en Hurricane-vliegtuigen neer. Het maakte hem een van de succesvolste piloten uit de Slag om Engeland en hij werd onderscheiden met het Ridderkruis. 'Het maakt niet uit hoe goed je oplet, achter je is altijd een dode zone. Daar word je verrast. Als je zelf van achter een salvo geeft, blijf je het best op koers en heb je de meeste tijd om te richten.' Voor de vlucht legt Gordon Gollob het allemaal geduldig uit aan zijn jonge piloten. 'De piloot aan de flank heeft de verantwoordelijkheid de staartzijde van zijn commandant dekking te geven.' 

### Boven Rusland
Na het mislukken van de slag om Engeland, in september 1940, werd Gollob gestationeerd in Frankrijk waar hij met zijn Bf 109 verkenningsvluchten boven zee uitvoerde. Op 27 juni 1941 kreeg hij op een zeer moeilijk moment het bevel over II/JG.3. De eenheid had al 27 toestellen van het type Bf-109 verloren, en nog eens 27 waren beschadigd geraakt. Dertien piloten waren omgekomen of gevangen geraakt, acht waren gewond. Door het gebrek aan vervangers slonk de groep tot het formaat van een eskader, terwijl juist een grotere inspanning vereist wordt. In juni schiet hij nog 'slechts' drie vijandelijke toestellen neer, maar in juli zijn het er al negen en in augustus achttien. Vanaf augustus 1941 nam hij deel aan Operatie Barbarossa, de verovering van Rusland.  
Tijdens deze oorlog werd Gollob een uiterst succesvol piloot. Op 5 augustus behaalt hij zijn 20e bevestigde overwinning, op 21 augustus zijn 30e, en eind september zijn 42e. Als beloning wordt hij onderscheiden met het Ridderkruis. Hij schoot ruim tachtig Russische vliegtuigen neer en hij was daarnaast vlieginstructeur voor jonge Luftwaffepiloten. Piloten als Walter Nowotny en Erich Hartmann waren leerlingen van Gollob.
Toen hij in oktober 1943 zijn 100e overwinning behaalde werd hij onderscheiden met het diamanten bij het ridderkruis. Deze hoogste Duitse onderscheiding werd tijdens de oorlog slechts aan 10 piloten uitgereikt. Gollob kreeg de onderscheiding vooral voor zijn bijdrage als instructeur. Naast het bevel over JG.77 moet Gollob al spoedig ook het bevel over JG.52 overnemen. De commandant van deze eenheid, kapitein-vlieger Ihlefeld, was in een luchtgevecht ernstig gewond geraakt. Hij vloog steeds vaker met die groep, vooral met de piloten van III/JG.52. Zij hadden het laagste vliegopleidingsniveau, zodat Gollob al zijn kennis en zijn praktische vaardigheden kon overdragen.
Maar ondanks zijn toewijding en zijn inspanningen werd de situatie er niet beter op. Behalve een gebrek aan materieel en personeel kregen de Duitsers nu ook te kampen met tekorten, die door vertragingen in de brandstofvoorziening werden veroorzaakt. Elk succesje in een luchtgevecht was zeer kostbaar en elk resultaat op de grond werd als een groot succes beschouwd. De eenheden vochten nu niet alleen tegen een vijand die steeds sterker werd, maar worstelden ook met een chronisch gebrek aan vervangingsonderdelen, met lekke banden en motordefecten. De piloten stonden bijna onophoudelijk bloot aan aanvallen van vijandelijke jagers die overal op de loer lagen en bommenwerpers die de Duitse vliegvelden regelmatig aanvielen. En de vliegvelden werden steeds gevaarlijker door rondslingerende brokstukken en niet-geëxplodeerde granaten.
Onder die omstandigheden werd Gollob een beroemdheid, dankzij ongelooflijk riskante beslissingen. Hij ging gevechten aan met vijandelijke strijdkrachten die drie keer zo groot waren als die van hemzelf, hij regelde ochtendpatrouilles die werden uitgevoerd door individuele gevechtstoestellen. Op een dag brak hij door de vijandelijke linies bij Mozdok, en vond hij een vliegveld dat slechts op zeventien minuten van de frontlinie lag. Hij gebruikte het vliegveld als basis voor zijn groepen (die vaak van samenstelling veranderden) om de grondtroepen volgens schema te kunnen dekken. In twee maanden van zulke intensieve vluchten schoot hij 43 toestellen neer. De laatste vier haalde hij in één vlucht neer, uitgevoerd op 29 augustus in de omgeving van Terki. Zo kwam hij op een totaal van niet minder dan 150 overwinningen.

### Commando Nowotny

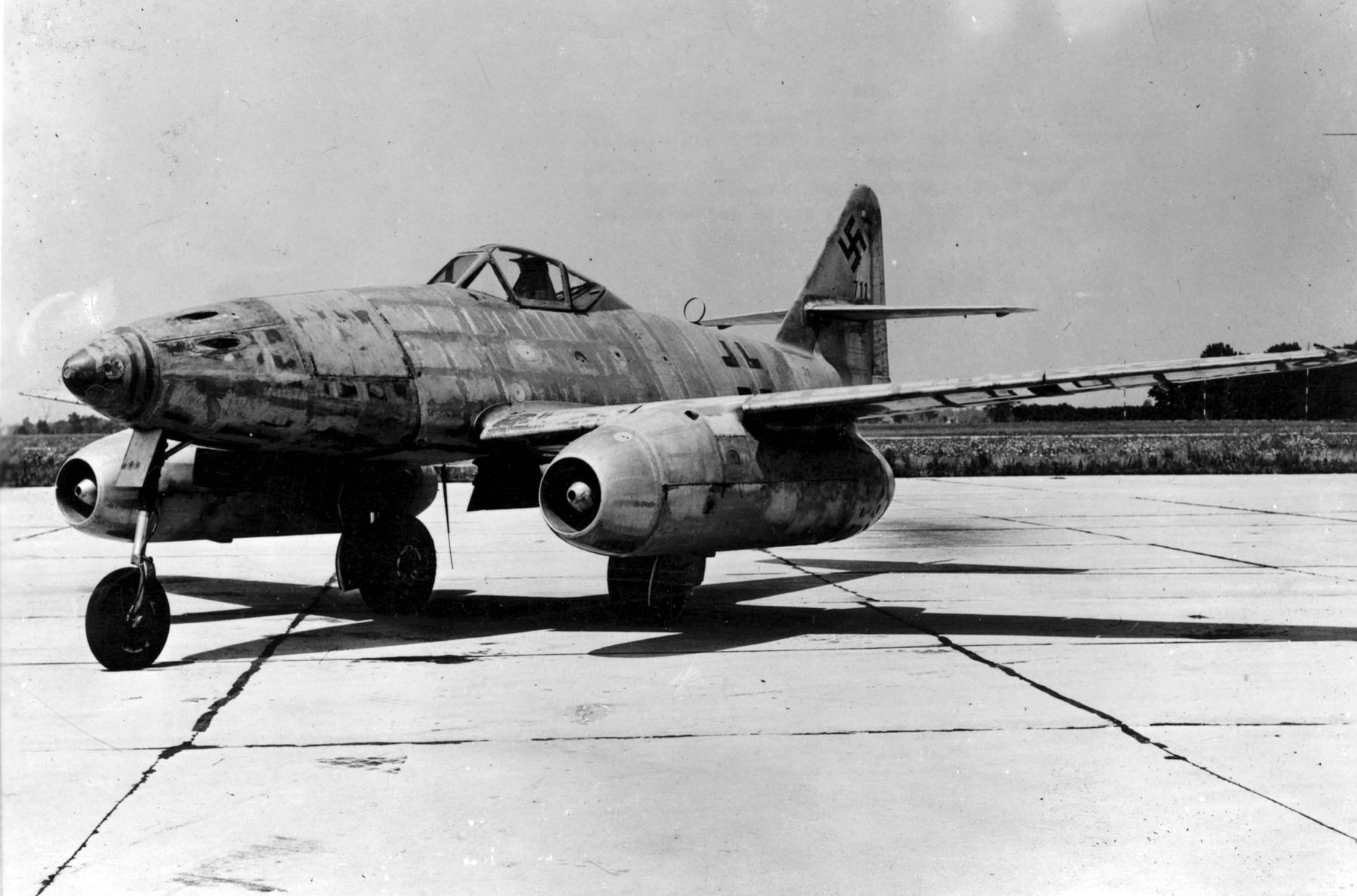
Een Messerschmitt Me 262-straaljager.

Na een korte rustperiode in Duitsland werd hem in 1943 opgedragen mee te werken aan de nieuwe vliegtuigen met straalaandrijving. In september 1944 werd Gordon Gollob door zijn goede vriend en landgenoot  Walter Nowotny gevraagd om mee te doen aan het elite eskader Commando Nowotny. Gollob schoot met zijn Messerschmitt Me 262-straaljager nog zeven vliegtuigen neer. In de tussentijd was Gollob ook nog betrokken bij het ontwikkelen en testen van de 'Neptun'-radar voor jachtvliegtuigen.
In november 1944 werd Gollob benoemd tot Generaal der jachtvliegers als opvolger van Adolf Galland. Hij bleef deze functie tot het einde van de oorlog behouden. In december 1944 werd hij commandant van het luchtmachtonderdeel dat was samengesteld voor de operatie Wacht am Rhein, oftewel het Ardennenoffensief. Vervolgens werd Gollob overgeplaatst naar het hoofdkwartier. Hij was eskadercommandant, en hij zou nooit meer de kans krijgen om een vijand neer te schieten. Zijn score van 150 overwinningen, behaald in 464 gevechtsvluchten en 340 luchtgevechten, bleef onveranderd tot het einde van de oorlog. Op zijn lijst stonden 36 bommenwerpers, 13 jachtbommenwerpers, 84 jagers, 16 lichte bommenwerpers en een vliegboot. In 1945 werd hij door Amerikaanse militairen krijgsgevangen gemaakt en in het jaar daarop vrijgelaten.
Dankzij het bevel van Göring schreef Gollob geschiedenis als de 'ster van één seizoen' van de Luftwaffe. Zijn buitengewone prestaties, die 150 overwinningen, brachten hem op de voorpagina's van de Duitse kranten en maakten hem een beroemdheid. En dat alles was het resultaat van gevechtsvluchten die binnen slechts zes maanden werden uitgevoerd. De ervaren gevechtspiloten zagen Gollob als een komeet uit het niets verschijnen, maar dankzij Göring net zo snel weer verdwijnen.

## Na de oorlog
In de jaren na de oorlog leefde Gollob van het schrijven van artikelen voor luchtvaarttijdschriften. In 1951 kreeg hij een leidinggevende functie bij Deutz AG in Bremen. Hij verhuisde naar de geboorteplaats van zijn vrouw, Sulingen, waar hij in 1987 overleed.

## Militaire loopbaan
- Leutenant, Luftwaffe: 1938[1]
- Oberleutnant, Luftwaffe
- Hauptmann, Luftwaffe
- Major, Luftwaffe
- Oberstleutnant, Luftwaffe: 1 april 1943[1]
- Oberst, Luftwaffe: 1 mei 1944[1]

## Onderscheidingen
- Ridderkruis  op 18 september 1941 als Hauptmann en als Gruppenkommandeur van het II./JG 3[2][3]
- Ridderkruis met Eikenloof (nr.38) op 26 oktober 1941 als Hauptmann en als Gruppenkommandeur van het II./JG 3[4][5]
- Ridderkruis met Eikenloof en Zwaarden (nr.13) op 23 juni 1942 als Hauptmann en als Geschwaderkommodore van het JG 77[2][6]
- Ridderkruis met Eikenloof, Zwaarden en Briljanten (nr.3) op 30 augustus 1942 als Major en als Geschwaderkommodore van het JG 77[2][7]
- IJzeren Kruis 1939, 1e klasse (13 juni 1940)[8]en 2e klasse (21 september 1939)[8]
- Gesp voor Gevechtsvluchten aan het Front in goud met Pennant "300"
- Ehrenpokal für besondere Leistung im Luftkrieg op 21 juli 1941[9]
- Gezamenlijke Piloot-Observatiebadge in Goud met Diamanten voor mannen
- Krimschild
- Flugzeugführerabzeichen[10]
- Hij werd drie maal genoemd in het Wehrmachtbericht. Dat gebeurde op:
  - 25 oktober 1941
  - 20 juni 1942
  - 31 augustus 1942